# Thamnophis sirtalis
Thamnophis sirtalis é uma cobra não-peçonhenta endémica da América do Norte. A maioria destas cobras possui um padrão de riscas amarelas num fundo castanho e o seu comprimento médio é cerca de 1-1,5 metros. Como todas as outras cobras, esta espécie usa a sua língua para cheirar. Essa espécie de cobras se destaca principalmente pelas suas cores.